# Federazione cestistica della Nigeria
La Nigeria Basketball Federation è l'ente che controlla e organizza la pallacanestro in Nigeria.
La federazione controlla inoltre la nazionale di pallacanestro della Nigeria. Ha sede a Lagos e l'attuale presidente è Umar Mallam Tijjani.
È affiliata alla FIBA dal 1964 e organizza il campionato di pallacanestro della Nigeria.